# Еленія
Еле́нія (Elaenia) — рід горобцеподібних птахів родини тиранових (Tyrannidae). Представники цього роду мешкають в Мексиці, Центральній і Південній Америці та на Карибах.

## Опис
Еленії — дрібні й середнього розміру птахи, середня довжина яких становить 12,5-18 см, а вага 10-30 г. Верхня частина тіла еленій має переважно коричневе, сіре або зеленувато-оливкове забарвлення, нижня частина тіла зазвичай білувата або жовтувата, особливо на животі. У багатьох видів на крилах є дві-три помітні світлі смужки. Також у багатьох еленій на голові є помітний чуб, часто з білою плямою, і світлі кільця навколо очей. Дзьоби еленій короткі й міцні, знизу зазвичай світліші. Еленії живуть у різноманітних лісах і чагарникових заростях. Вони живляться комахами, на яких чатують серед рослинності, а також плодами.
Як правило, різні види еленій складно розрізнити візуально, через що для чіткої ідентифікації виду беруться до уваги такі фактори, як ареал, середовище проживання, в якій спостерігався птах, та його вокалізацію. Через невелику різницю в морфології, іноді буває складно відрізнити еленій навіть від представників інших родів тиранових. Крім того, деякі види еленій є перелітними птахами, ареал яких може змінюватися в залежності від сезону. При визначенні виду еленії, слід звертати увагу на такі морфологічні особливості, як наявність чуба, кількість смужок на крилах і забарвлення живота.

## Таксономія і систематика
Молекулярно-генетичне дослідження, проведене Телло та іншими в 2009 році дозволило дослідникам краще зрозуміти філогенію родини тиранових. Згідно із запропонованою ними класифікацією, рід Еленія (Elaenia) належить до родини тиранових (Tyrannidae), підродини Еленійних (Elaeniinae) і триби Elaeniini. До цієї триби систематики відносять також роди Жовтоголовий тиран (Tyrannulus), Тиранець (Myiopagis), Сивий тиранчик (Suiriri), Жовтий тиранчик (Capsiempis), Тиран-крихітка (Phyllomyias), Бурий тиранчик (Phaeomyias), Кокосовий мухоїд (Nesotriccus), Перуанський тиранець (Pseudelaenia), Тиранчик-довгохвіст (Mecocerculus), Торилон (Anairetes), Тачурі-сірочуб (Polystictus), Гострохвостий тиранчик (Culicivora), Дорадито (Pseudocolopteryx) і Тираник (Serpophaga).

## Види
Виділяють двадцять два види:
- Еленія жовточерева (Elaenia flavogaster)
- Еленія карибська (Elaenia martinica)
- Еленія сіровола (Elaenia spectabilis)
- Еленія сірогорла (Elaenia ridleyana)
- Еленія білочуба (Elaenia albiceps)
- Еленія чилійська (Elaenia chilensis)[7]
- Еленія короткодзьоба (Elaenia parvirostris)
- Еленія оливкова (Elaenia mesoleuca)
- Еленія сіра (Elaenia strepera)
- Еленія рогата (Elaenia gigas)
- Еленія бура (Elaenia pelzelni)
- Еленія чубата (Elaenia cristata)
- Еленія мала (Elaenia chiriquensis)
- Еленія короткокрила (Elaenia brachyptera)[8]
- Еленія рудоголова (Elaenia ruficeps)
- Еленія гірська (Elaenia frantzii)
- Еленія темна (Elaenia obscura)
- Еленія паранайська (Elaenia sordida)[9]
- Еленія велика (Elaenia dayi)
- Еленія андійська (Elaenia pallatangae)
- Еленія тепуйська (Elaenia olivina)[10]
- Еленія антильська (Elaenia fallax)

## Етимологія
Наукова назва роду Elaenia походить від слова дав.-гр. ελαινεος — оливкова олія, олійний.